# Buena Vista (Tennessee)
Buena Vista ist ein gemeindefreies Gebiet im Carroll County, Tennessee, USA.  Die Postleitzahl lautet 38318.